# Barraca d'en Jaume Sala
La barraca d'en Jaume Sala, o barraca B-03, és una barraca de vinya de Subirats (Alt Penedès), ubicada al marge d'un camp de vinya situat a l'esquerra del camí entre Cal Maristany i Can Bou.
Construïda en pedra seca, de planta circular i forma troncocònica, de 3,2 m de diàmetre a la base i una alçada màxima de 2,4 m, amb coberta en falsa cúpula. El portal, orientat al sud-sud-oest, amb la llinda en arc primitiu, o d'ametlla, té una alçada de 140 cm, una amplada de 70 cm i un gruix de 75 cm. Té afegida una terrassa a l'oest. El 2024 va ser desbrossada i restaurada per membres del Centre d'estudis de Subirats CESUB.
El codi utilitzat en la denominació d'aquesta barraca (lletra + número) procedeix d'un estudi realitzat per Araceli Soler i Jaume Rovira, que intenta sistematitzar la informació sobre aquests elements arquitectònics al terme de Subirats.